# وایسکیرشن این اشتایرمارک
وایسکیرشن این اشتایرمارک (به آلمانی: Weißkirchen in Steiermark) یک منطقهٔ مسکونی در اتریش است که در مورتال واقع شده‌است. وایسکیرشن این اشتایرمارک ۱٫۲۷ کیلومتر مربع مساحت دارد ۶۸۹ متر بالاتر از سطح دریا واقع شده‌است.